# 野村啓介 (フットサル選手)
野村 啓介（のむら けいすけ, 1989年2月14日- ）は、東京都杉並区出身のフットサル選手。ペスカドーラ町田所属。ポジションはピヴォ。前線でのキープからの反転が特徴。既婚。

## 経歴
東京都杉並区出身。幼少時代にはじめたサッカーを専修大学卒業まで続ける。大学卒業後、語学留学したスペインでフットサルに出会い、2013年の日本帰国後、バルドラール浦安の下部組織であるバルドラール浦安セグンド（セカンドチーム）に加入。2013-2014シーズンの途中からと、翌シーズンの2014-2015シーズンと、関東フットサルリーグ1部の試合に出場した。なお、所属時のセグンドは2シーズン連続して全日本フットサル選手権大会本大会に出場している。
2015-2016シーズンにプリメーロ（浦安トップチーム）へ昇格。2015年6月27日、Fリーグ2015/2016第11節のエスポラーダ北海道戦でFリーグデビューを果たし、同年7月11日、Fリーグ2015/2016第13節のアグレミーナ浜松戦でFリーグ初ゴールを記録した。2015-2016シーズンはFリーグ22試合出場3ゴール。
プリメーロ（浦安トップチーム）4シーズン目の2018年10月7日 Fリーグ2018/2019第16節対Fリーグ選抜において、Fリーグ通算100試合出場を達成した。同時期2015-2016シーズンからFリーグ出場している選手たちの中では最速の試合出場数である。
2019-20シーズン終了後にバルドラール浦安との契約が満了して退団した。
2020年5月、トルエーラ柏に移籍した。2022年4月、ペスカドーラ町田に移籍した。

## 所属クラブ

### サッカー
- ????年-2001年 杉並区立大宮小学校[2]
- 2001年-2004年 大宮ソシオフットボールクラブ(杉並ソシオフットボールクラブ)
- 2004-2007年 東京都立久留米高等学校サッカー部
- 2007-2011年 専修大学サッカー部

### フットサル
- 201?年-2013年 Riera de Cornella A.E.J（スペイン）[9]
- 2013年-2015年 バルドラール浦安セグンド
- 2015年-2020年 バルドラール浦安
- 2020年-2022年 トルエーラ柏/しながわシティFC
- 2022年- ペスカドーラ町田

## 個人成績
| 国内大会個人成績 | 国内大会個人成績 | 国内大会個人成績 | 国内大会個人成績 | 国内大会個人成績 | 国内大会個人成績 | 国内大会個人成績 | 国内大会個人成績 | 国内大会個人成績 | 国内大会個人成績 | 国内大会個人成績 | 国内大会個人成績 |
| 年度             | クラブ           | 背番号           | リーグ           | リーグ戦         | リーグ戦         | リーグ杯         | リーグ杯         | オープン杯       | オープン杯       | 期間通算         | 期間通算         |
| 年度             | クラブ           | 背番号           | リーグ           | 出場             | 得点             | 出場             | 得点             | 出場             | 得点             | 出場             | 得点             |
| 日本             | 日本             | 日本             | 日本             | リーグ戦         | リーグ戦         | オーシャン杯     | オーシャン杯     | 全日本選手権     | 全日本選手権     | 期間通算         | 期間通算         |
| ---------------- | ---------------- | ---------------- | ---------------- | ---------------- | ---------------- | ---------------- | ---------------- | ---------------- | ---------------- | ---------------- | ---------------- |
| 2013-14          | 浦安セグンド     | 40               | 関東1部          | ?                | 0                | -                | -                | 4                | 0                | -                | -                |
| 2014-15          | 浦安セグンド     | 40               | 関東1部          | ?                | 11               | -                | -                | 3                | 2                | ?                | 13               |
| 2015-16          | 浦安             | 25               | Fリーグ          | 22               | 3                | 2                | 1                | 5                | 0                | 29               | 4                |
| 2016-17          | 浦安             | 20               | Fリーグ          | 31               | 13               | -                | -                | 4                | 2                | 35               | 15               |
| 2017-18          | 浦安             | 20               | Fリーグ          | 31               | 13               | 4                | 3                | 6                | 2                | 41               | 18               |
| 2018-19          | 浦安             | 20               | Fリーグ          | 33               | 12               | 2                | 1                | 3                | 3                | 38               | 16               |
| 2019-20          | 浦安             | 20               | Fリーグ          | 30               | 7                | 2                | 0                | -                | -                | 32               | 7                |
| 通算             | 日本             | 日本             | F1リーグ         | 147              |                  |                  |                  |                  |                  |                  |                  |
| 通算             | 日本             | 日本             | F2リーグ         |                  |                  |                  |                  |                  |                  |                  |                  |
| 通算             | 日本             | 日本             | 関東             |                  |                  |                  |                  |                  |                  |                  |                  |
| 総通算           |                  |                  |                  |                  |                  |                  |                  |                  |                  |                  |                  |

(2020年01月13日終了時点)